# Agnelo Rufino Gracias

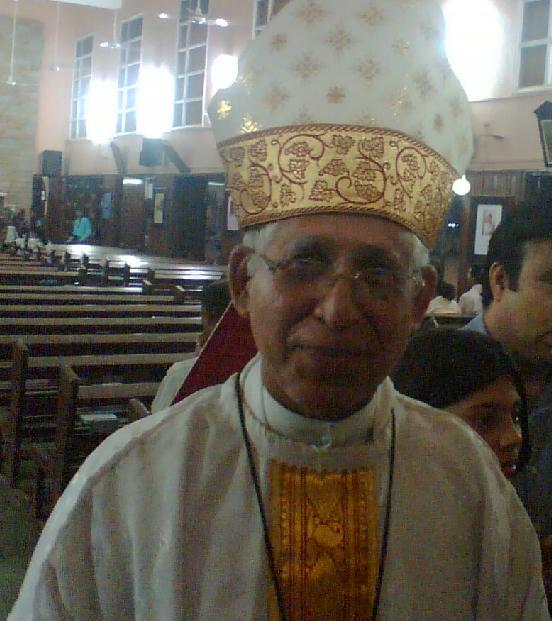
Agnelo Rufino Gracias

Agnelo Rufino Gracias (* 30. Juli 1939 in Mombasa) ist ein indischer römisch-katholischer Geistlicher und emeritierter Weihbischof in Bombay.

## Leben
Agnelo Rufino Gracias empfing am 21. Dezember 1962 die Priesterweihe.
Papst Johannes Paul II. ernannte ihn am 13. März 2001 zum Weihbischof in Bombay und Titularbischof von Molicunza. Die Bischofsweihe spendete ihm der Erzbischof von Bombay, Ivan Kardinal Dias, am 21. April desselben Jahres; Mitkonsekratoren waren dessen Amtsvorgänger Simon Ignatius Kardinal Pimenta und Erzbischof Lorenzo Baldisseri, Apostolischer Nuntius in Indien und Nepal.
Papst Franziskus nahm am 30. Juli 2014 seinen altersbedingten Rücktritt an.
Am 21. September 2018 wurde er zum Apostolischen Administrator sede plena des Bistums Jalandhar ernannt. Die Jurisdiktion des Diözesanbischofs Franco Mulakkal ruhte seither bis zur Annahme seines Rücktritts am 1. Juni 2023. Bis zur Amtseinführung des neuen Bischofs am 12. Juli 2025 verwaltete Agnelo Rufino Gracias das Bistum Jalandhar weiter als Apostolischer Administrator sede vacante.